# Geoffroy de Boulogne
Geoffroy de Boulogne, parfois Godefroy de Boulogne, mort en 1095, est un ecclésiastique français qui fut évêque de Paris, de 1061 à 1095, et chancelier de France sous Philippe Ier, de 1064 à 1085, avant de devenir archichancelier de cette date à 1094. 

## Biographie
Il est le fils d'Eustache Ier, comte de Boulogne et de Mahaut de Louvain, elle-même fille de Lambert Ier de Louvain. Il avait pour frères Eustache II de Boulogne et Lambert II de Lens. Il est l'oncle de "Godefroy de Boulogne", duc de Basse-Lotharingie,  repris dans l'Histoire du Brabant comme "Godefridus Bullionus" (ce dernier fut chargé par Henri IV de s'entendre avec les Liégeois et Germains, depuis son château-fort ardennais, ainsi renommé sire Godefroy de Bouillon).
Après avoir été archidiacre d'Arras, il accède à la chancellerie en 1064 avant de devenir archichancellier en 1085, dans une carrière qui ne doit pas être étrangère à ses liens avec Baudouin V de Flandre, tuteur de Philippe Ier avec lequel il prend part à la guerre de succession de Flandre en 1070 et 1071. Il est fréquemment mentionné par les chartes de Philippe Ier et nombre de documents sont souscrits de sa main jusqu'à sa mort. 
Il semble avoir bénéficié de la confiance du pape Grégoire VII après avoir fait exécuter certaines décisions de ce dernier qui déplore l'attitude des évêques français, plus enclins à suivre le roi que le pape. Le conflit entre le pape et le roi de France se prolongera avec le successeur de Grégoire, Urbain II à la suite de l'affaire du remariage de Philippe Ier : ce dernier convoque un concile à Reims où les évêques français ne se prononcent pas. Finalement, un concile d'Autun réuni à l'initiative de l'archevêque de Lyon Hugues de Die, légat du pape, décrète l'excommunication du roi le 16 octobre 1094. 
Geoffroy de Boulogne meurt l'année suivante et c'est Guillaume de Montfort, le frère de Bertrade, nouvelle épouse du roi, qui lui succède à l'épiscopat de Paris.

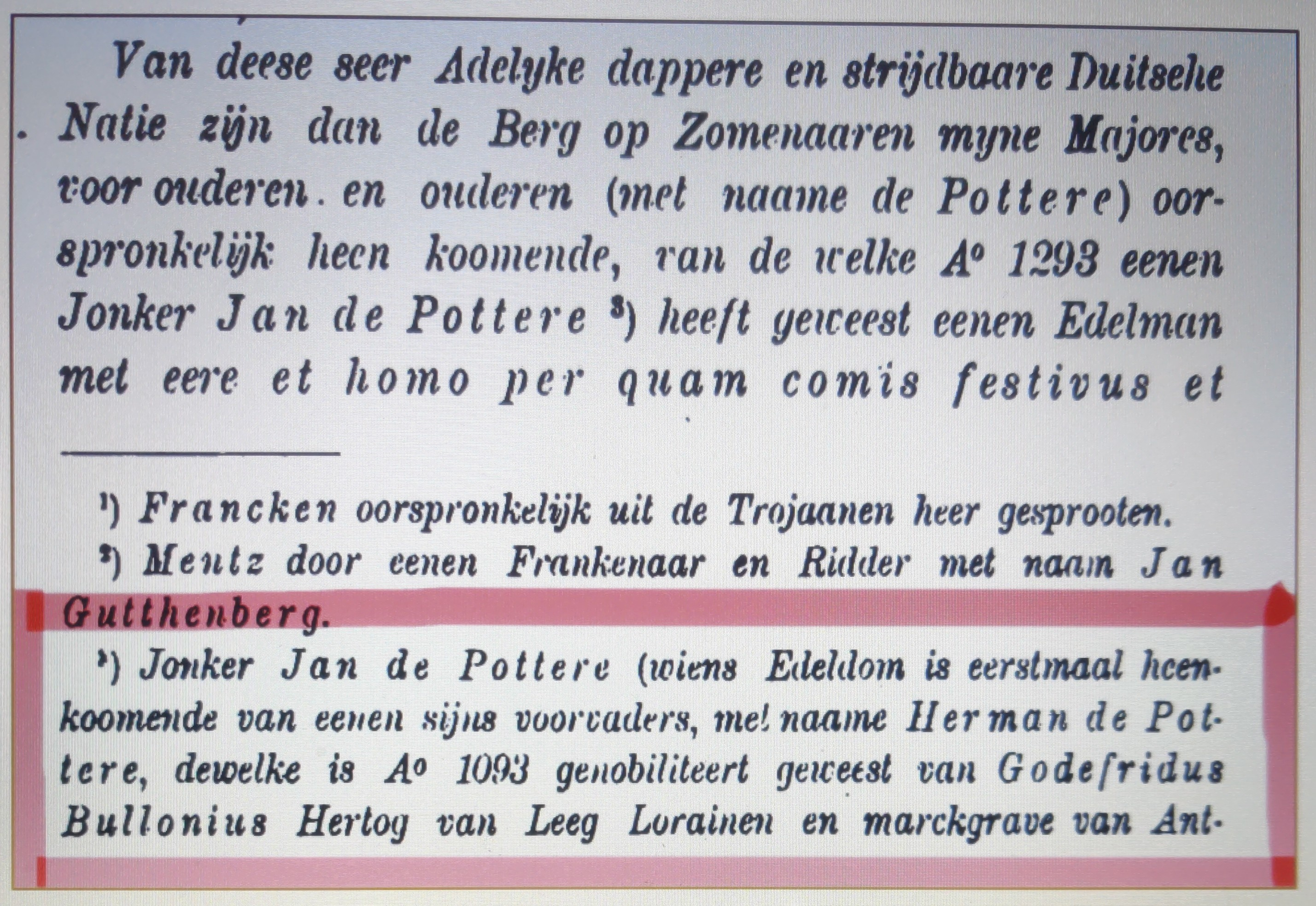
Godefroy de Boulogne.

## Source
- Bernard Plongeron et Luce Pietri, Le Diocèse de Paris, éd.  Beauchesne, 1987, vol. 1, p. 69-71 en ligne.